# Plestiodon tetragrammus
Plestiodon tetragrammus là một loài thằn lằn trong họ Scincidae. Loài này được Baird mô tả khoa học đầu tiên năm 1859.